# 1907 у кіно

## Фільми

### Світове кіно
- «Історія цивілізації» / La Civilisation à travers les âges, Франція (режисер Жорж Мельєс)
- «Тунель під Ла-Маншем, або Франко-англійський кошмар» / Tunnel sous la manche ou Le cauchemar franco-anglais, Франція (режисер Жорж Мельєс)
- 20 000 льє під водою / 20,000 lieues sous les mers, Франція (режисер Жорж Мельєс)
- Полювання на лева / Løvejagten, Данія (режисер Вігго Ларсен)

## Персоналії

### Народилися
- 3 січня — Рей Мілланд, американський актор та режисер (пом. 1986).
- 15 січня — Ісаєв Костянтин Федорович, радянський кіносценарист, драматург, кінорежисер (пом. 1977).
- 16 січня — Александер Нокс, канадський актор (пом. 1995).
- 20 січня — Паула Весселі, австрійська акторка театру і кіно, кінопродюсер (пом. 2000).
- 23 січня — Боб Стіл, американський актор (пом. 1988).
- 7 лютого — Аркадьєв Аркадій Іванович, український радянський актор (пом. 1993).
- 15 лютого — Сізар Ромеро, американський актор (пом. 1994).
- 22 лютого — Роберт Янг, американський актор (пом. 1998).
- 25 лютого — Розаліон-Сошальська Варвара Володимирівна, радянська акторка театру і кіно (пом. 1992).
- 8 березня — Уманський Моріц Борисович, український радянський художник театру і кіно (пом. 1948).
- 13 березня — Лаврик Олександр Хомич, радянський український кінооператор (пом. 1981).
- 18 квітня — Міклош Рожа, угорсько-американський композитор, відомий як академічними творами, так і кіномузикою (пом. 1995).
- 19 квітня — Ліна Баскетт, американська акторка (пом. 1994).
- 20 квітня — Лазарєв Григорій Митрофанович, радянський, український актор (пом. 1989).
- 22 квітня — Зарубіна Ірина Петрівна, радянська акторка (пом. 1976).
- 24 квітня — Євген Веліхов, актор, лауреат Сталінської премії (1951), народний артист РРФСР (1969) (пом. 1977).
- 29 квітня  — Фред Циннеманн, американський кінорежисер австрійського походження (пом. 1997).
- 12 травня — Кетрін Гепберн, американська акторка, чотириразова лауреатка премії «Оскар» (пом. 2003).
- 15 травня — Мурзаєва Ірина Всеволодівна, радянська російська акторка (пом. 1988).
- 22 травня — Лоуренс Олів'є, британський актор театру і кіно, режисер, продюсер, один з найбільших акторів XX століття (пом. 1989).
- 26 травня — Джон Вейн, американський актор, якого називали королем вестерна (пом. 1979).
- 30 травня — Кібардіна Валентина Тихонівна, радянська акторка театру і кіно (пом. 1988).
- 4 червня  — Розалінд Расселл, американська акторка (пом. 1976).
- 16 червня  — Джек Альбертсон, американський актор, комік і співак (пом. 1981).
- 4 липня — Гордон Гріффіт, американський режисер, продюсер, актор (пом. 1958).
- 16 липня — Барбара Стенвік, популярна в 1930-1940-х роках американська кіноакторка (пом. 1990).
- 19 липня — Слуцький Михайло Якович, український радянський режисер документального та ігрового кіно (пом. 1959).
- 11 серпня — Безгін Борис Опанасович, радянський актор театру і кіно (пом. 1957).
- 17 серпня — Стомма Здислав Францевич, білоруський радянський актор театру та кіно (пом. 1992).
- 24 серпня — Герасимов Володимир Іванович, радянський кінорежисер, сценарист (пом. 1989).
- 29 серпня — Глазова Людмила Сергіївна, радянська акторка (пом. 1981).
- 6 вересня — Колтунов Григорій Якович, радянський і український кінодраматург, сценарист, кінорежисер (пом. 1999).
- 10 вересня — Тала Бірелл, румунська кіноакторка (пом. 1958).
- 15 вересня — Фей Рей, американська акторка, зірка фільму «Кінг-Конг» (1933) (пом. 2004).
- 18 вересня — Єкельчик Юрій Ізраїльович, радянський кінооператор (пом. 1956).
- 19 вересня:
  - Колтунов Григорій Якович, радянський і український кінодраматург, сценарист, кінорежисер (пом. 1999).
  - Юферов Михайло Олександрович, радянський український художник театру і кіно (пом. 1991).
- 29 вересня — Орвон Джин Отрі, американський виконавець (пом. 1998).
- 6 жовтня  — Кузнєцова Віра Андріївна, радянська і російська акторка театру і кіно (пом. 1994).
- 13 жовтня  — Ів Аллегре, французький кінорежисер та сценарист (пом. 1987).
- 7 листопада — Кенігсон Володимир Володимирович, радянський актор кіно і театру (пом. 1986).
- 9 листопада — Тоїдзе Олександра Мойсеївна, радянська акторка (пом. 1985).
- 20 листопада — Анрі-Жорж Клузо, французький кінорежисер, сценарист та продюсер (пом. 1977).
- 21 листопада — Лубенський Петро Олександрович, український письменник, драматург, кіносценарист (пом. 2003).
- 12 грудня — Заржицька Ганна Яківна, радянська акторка (пом. 1994).
- 16 грудня — Барбара Кент, канадо-американська акторка (пом. 2011).
- 21 грудня — Федорова Зоя Олексіївна, радянська акторка (пом. 1981).
- 22 грудня — Пеггі Ашкрофт, англійська акторка (пом. 1991).
- 25 грудня — Майк Мазуркі, американський кіноактор, спортсмен, магістр мистецтв (пом. 1990).

## Дебюти
- Лінда Арвідсон — Mr. Gay and Mrs